# Miguel Bejarano Moreno

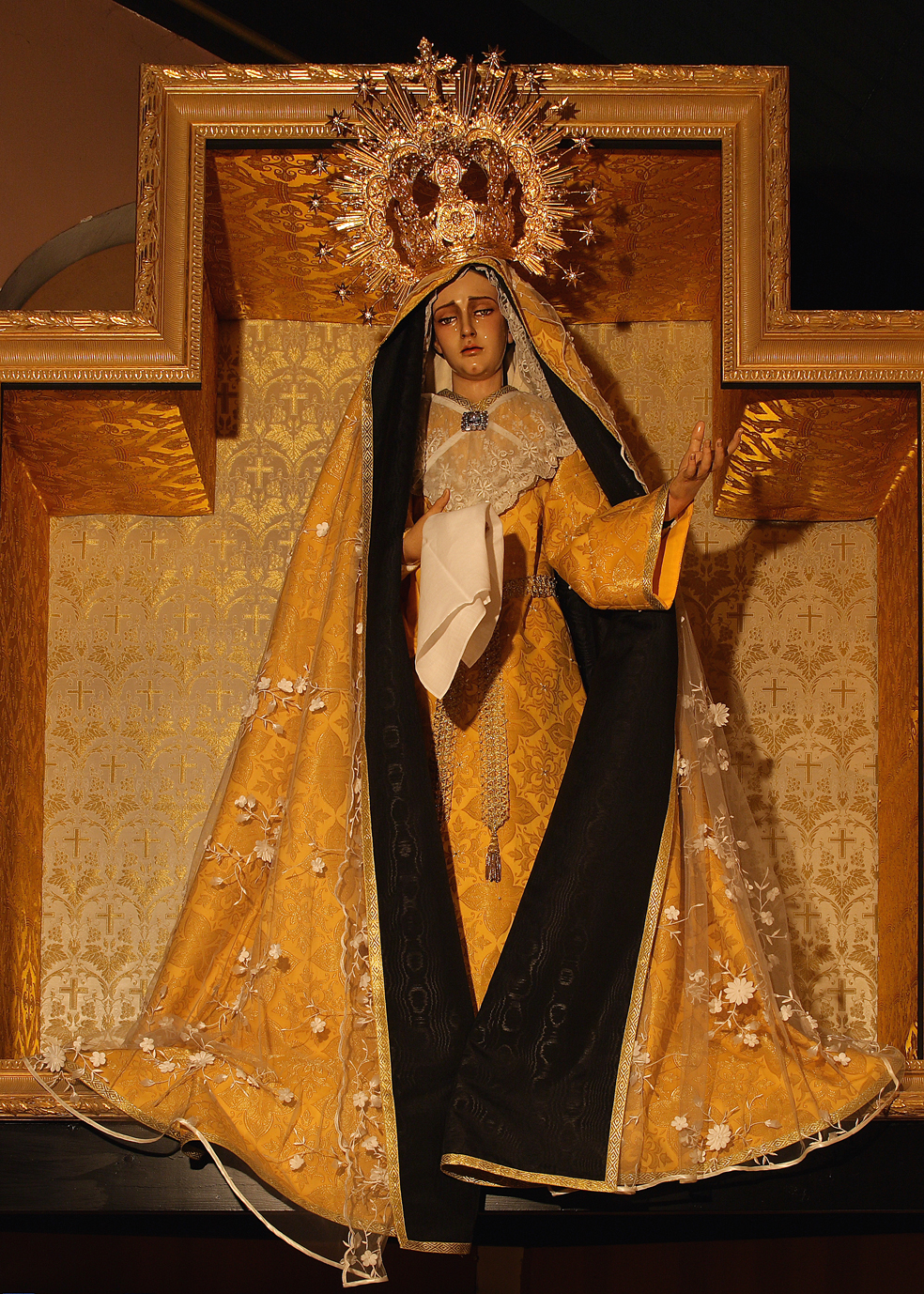
Onze Lieve Vrouwe van de Besloten Tuin in de Kluiskerk te Warfhuizen van de hand van Miguel Bejarano Moreno

Miguel Bejarano Moreno (Sevilla, 5 december 1967) is een van de meer bekende beeldhouwers van de Semana santa. Hij begon in 1981 zijn studie aan de kunstacademie in Sevilla, waar hij leerde modelleren en beeldhouwen bij Natividad Reichadt, over wie hij nog altijd met bewondering spreekt. Naderhand specialiseerde hij zich in de religieuze beeldhouwkunst die in Andalusië door de bloeiende broederschapscultuur zo hoog in aanzien staat. Hij studeerde hiertoe onder de in die wereld bekende beeldhouwer Jesús Santos Calero.
Sindsdien heeft hij voor verschillende broederschappen in onder andere Sevilla, Salamanca, Huelva en Córdoba beelden gesneden. Zijn bekendheid in het buitenland is vooral ontstaan nadat hij begon te werken voor de Latijnse gemeenschap in Miami in de Verenigde Staten. Voor de Kluiskerk in Warfhuizen in Noord-Groningen sneed hij het beeld Onze Lieve Vrouwe van de Besloten Tuin, een typisch Andalusische afbeelding van de moeder van smarten.